# Eimeria evaginata
Eimeria evaginata is een soort in de taxonomische indeling van de Myzozoa, een stam van microscopische parasitaire dieren. Het organisme komt uit het geslacht Eimeria en behoort tot de familie Eimeriidae. Eimeria evaginata werd in 1948 ontdekt door Dogel'.